# Alfred Reisenauer
Alfred  Reisenauer (Kaliningrado, 1 de novembro de 1863 — Liepāja, 3 de outubro de 1907) foi um pianista, compositor e professor alemão.
Reisenauer foi aluno de Louis Köhler e de Franz Liszt. Mais tarde, seria professor de piano no Conservatório de Sondershausen. Posteriormente ensinou no Conservatório de Leipzig, onde Sergei Bortkiewicz foi um de seus alunos. Em 1905, gravou para a Welte-Mignon. Faleceu com 43 anos, durante uma turnê em Lubau.